# Pilates

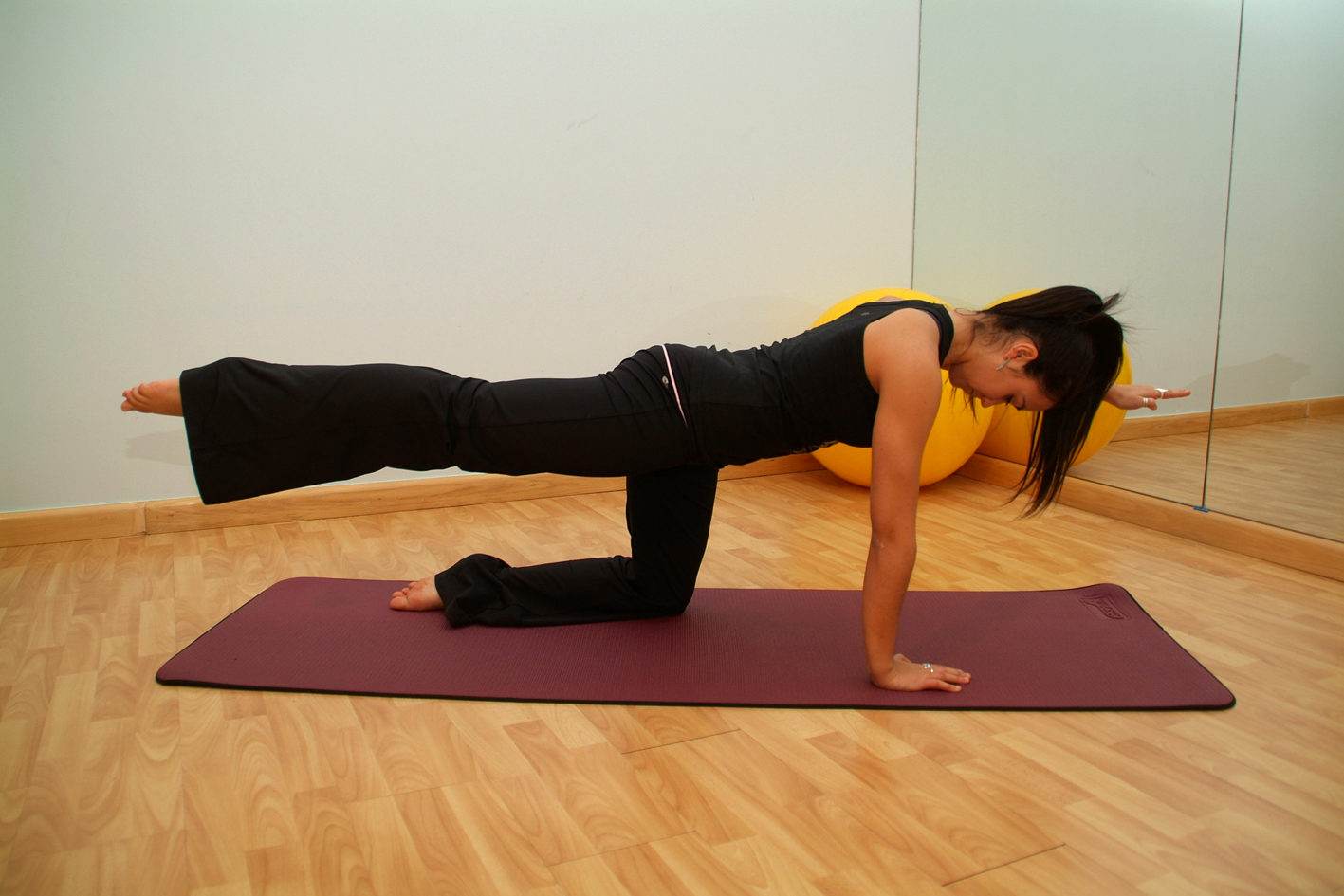

Pilates – system ćwiczeń fizycznych wymyślony na początku XX wieku przez Niemca Josefa Humbertusa Pilatesa, którego celem miało być rozciągnięcie i uelastycznienie wszystkich mięśni ciała. System pilates to połączenie jogi, baletu i ćwiczeń izometrycznych. Według założeń Pilatesa, metoda ta przyczyniać się ma do: wzmocnienia mięśni bez ich nadmiernego rozbudowania, odciążenia kręgosłupa, poprawy postawy, uelastycznienia ciała, obniżenia poziomu stresu oraz ogólnej poprawy zdrowia osób ćwiczących.